# Sofiene Fantar
Pour les articles homonymes, voir Fantar.
Sofiene Fantar,(arabe : سفيان فنطر) est un designer tunisien.
Diplômé de l’École Supérieure des Sciences et des Technologies du Design de Tunis.
Fondateur de Atelier Fantar et formateur en Design et en métiers d'artisanat.

## Biographie

### Études
Après un baccalauréat scientifique, il entre dans la faculté pour étudier les maths et la physique jusqu'au jour ou il décide  d’arrêter ses études en math physique pour faire des études en design.
Il s'inscrit à l'École Supérieure des Sciences et des Technologies du Design de Tunis, un an après son ouverture, pour faire des études en design industriel pendant cinq ans.

### Carrière
Sofiene Fantar ouvre sa première boite de design en 2007. En 2008, il commence à enseigner le design d'accessoire de mode à l'institut supérieur des métiers de la mode de Monastir jusqu'en 2017.
En 2014, Sofiene Fantar, crée la marque Atelier Fantar spécialisé en design textile et accessoires
,.